# Татяна Мокшанова
Татяна Мокшанова (на ерзянски: Мокшановонь Татьяна, на руски: Татьяна Мокшанова) е ерзянска преводачка и поетеса.

## Биография и творчество
Татяна Петровна Мокшанова Швецова е родена на 9 януари 1984 г. в село Баган, селски район Старая Шентала, Шенталински район, Самарска област, РСФСР, СССР. През 2001 г. Баганинското средно училище. Постъпва в Ерзянския клон на филологическия факултет на Московския държавен университет „Николай Огарьов“, който завършва с отличие през 2006 г.
След дипломирането си работи като редактор в отдела на детско-юношеското списание „Чилисема“ (Изгрев). Аспирант е в катедрата по фино-угорска литература.
Нейни стихове са публикувани във вестниците „Шенталинские вести“, „Слободские куранты“, „Округа“, „Эрзянь Мастор“, „Валдо ойме“, „Эрзянь правда“ и в списание „Сятко“ (Искра). Нейни творби са публикувани в общи сборници и антологии: в „От Урала до Невы“ (2001), „Монь вайгелем“ (2005), „Первая капель“ (2005), „Литературный сентябрь“ (2006), „Эскелькс“ (2008), „Эрзянь валске“ (2011), „Тешкс“ (2004) и „Современная литература народов России“ (2017).
Първият ѝ сборник с поезия „Эрьгекерькс“ (Огърлица) е публикуван през 2006 г. За него е удостоена с литературната награда за млади автори на президента на Република Мордовия. Вторият ѝ сборник с поезия „Толонь лопат“ (Огнени листа) е издаден през 2010 г.
Прави преводи на ерзянски език на стихове на удмуртски, унгарски, руски и украински автори.
Участва във втория Литературен университет за млади преводачи на угро-фински народи в памет на поета Алберт Ванеев в Сиктивкар, в републиканския образователен проект „Етнографско училище в библиотеката“ в село Подлесная Тавла в Мордовия, в кръглата маса „Националната литература в културното пространство на Руската федерация“ в Казан, във фестивала на националната литература на народите на Русия в Нижни Новгород, в международния фестивал „Книжовен Сибир“ в Новосибирск.
Заедно с авторките от Мордовия: Валентина Мишанина, Евдокия Терешкина, Тамара Баргова, Татяна Разгуляева, Олга Сусорева, е включена в групата автори на „женска проза от Мордовия“.
Член е на Съюза на писателите на Русия от 2014 г.
Татяна Мокшанова живее със семейството си в Саранск.

## Произведения

### Поезия
- Эрьгекерькс (2006) – сборник
- Толонь лопат (2010) – сборник